# Ordre de la Santé publique
L'Ordre de la Santé publique è una medaglia della Repubblica Francese, creata con decreto in data 18 febbraio 1938, modificato il 22 maggio 1954, viene assegnata alle persone che hanno reso particolari e speciali servizi nell'assistenza e igiene pubblica (assistance publique e l'hygiène) oppure nella protezione dell'infanzia (protection de l'enfance).
Ha sostituito analoghe medaglie d'honneur de l'assistance publique, de l'hygiène publique e de la protection de l'enfance create tra il 1891 ed il 1912.
L'Ordre de la Santé Publique comprende tre classi: cavaliere (chevalier), ufficiale (officier) e commendatore (commandeur). La gestione viene fatta dal Ministero del lavoro (Ministère du travail) assistito da un consiglio dell'ordine (conseil de l'ordre). È stato rimpiazzato dal Ordine nazionale al merito.

## Gradi
|                           |                      |                       |
| Commandeur (commendatore) | Officier (ufficiale) | Chevalier (cavaliere) |

## Alcune personalità italiane decorate
- Giovanni Battista Migliori
- Vincenzo Monaldi